# San Pablo, Lerma
San Pablo är en ort i kommunen Lerma i delstaten Mexiko i Mexiko. Samhället hade 540 invånare vid folkräkningen år 2020.